# Apostolisches Vikariat Rundu
Das Apostolische Vikariat Rundu (lateinisch Apostolicus Vicariatus Runduensis) ist ein am 14. März 1994 errichtetes römisch-katholisches apostolisches Vikariat in Rundu im Norden Namibias. Das Apostolische Vikariat Rundu ist Teil der Kirchenprovinz des Erzbistums Windhoek. Die Hauptkirche des Vikariats ist die St.-Marien-Kathedrale in Rundu.

## Pfarrgemeinden
- Rundu (St.-Marien-Kathedrale)
- Andara (Heilige Familie)
- Bukalo (Franziskus)
- Bunya (Sankt Eugen)
- Grootfontein (Heiliger Karl Lwanga, Mariabronn)
- Katima Mulilo (Heiliger Josef Heilige Familie)
- Nyangana (Herz-Jesu)
- Omega (Heilige Anna)
- Rundu (St.-John-Bosco)
- Shambyu (Heiliger Josef)
- Sibinda (Lukes)
- Tondoro (Heiliger Laurentius)

## Apostolische Vikare
- Joseph Shipandeni Shikongo OMI (1994–2020)
- Linus Ngenomesho, OMI (amtierend seit 2020)